# Västerviks, Vimmerby och Eksjö valkrets
Västerviks, Vimmerby och Eksjö valkrets var en särskild valkrets med ett mandat vid riksdagsvalen till andra kammaren från extravalet 1887 till och med det ordinarie valet 1893. Valkretsen avskaffades vid valet 1896, då Vimmerby gick till Oskarshamns, Vimmerby och Borgholms valkrets medan de två andra städerna bildade Västerviks och Eksjö valkrets.

## Riksdagsmän
- Axel Lund (andra riksmötet 1887)
- Gustaf Berg, nya lmp (1888–1890)
- Richard Berg, AK:s c 1891–1892, bmp 1893 (1891–1893)
- Axel Petri, nya lmp 1894, vilde 1895–1896 (1894–1896)